# Nikolai Mikhàilov
Nikolai Mikhàilov (en búlgar, Николай Михайлов) (8 d'abril de 1988) és un ciclista búlgar, professional des del 2012 i actualment militant al CCC Sprandi Polkowice. Ha guanyat diversos campionats nacionals tant en ruta com en contrarellotge.

## Palmarès
- 2010
  - 1r al Tour del Tarn i la Garona
  - 1r al Tour del Piémont pyrénéen
- 2011
  -  Campió de Bulgària en contrerellotge
  - Vencedor d'una etapa al Boucle de l'Artois
  - Vencedor d'una etapa a l'An Post Rás
  - Vencedor d'una etapa al Tour de la Manche
- 2012
  -  Campió de Bulgària en contrerellotge
  - 1r al Bałtyk-Karkonosze Tour
- 2014
  -  Campió de Bulgària en ruta
- 2015
  - Campió del Balcans en ruta
  -  Campió de Bulgària en ruta
  -  Campió de Bulgària en contrerellotge
- 2016
  - 1r al Sibiu Cycling Tour i vencedor d'una etapa

### Resultats al Giro d'Itàlia
- 2015. 129è de la classificació general